# Kaal
Kaal (Hindi: काल, Urdu: کال,, traduzione: "Il momento della condanna") è un film indiano del 2005 diretto da Soham Shah, che è anche autore del soggetto e della sceneggiatura della pellicola. Karan Johar e Shahrukh Khan sono invece i produttori del film, che è basato sulla storia di un esperto naturalista, sua moglie ed un gruppo di amici costretti a combattere contro delle creature soprannaturali nell'immaginario parco nazionale di Orbit (una allusione del Jim Corbett National Park in India) per sopravvivere. Protagonisti del film sono Ajay Devgn, John Abraham, Vivek Oberoi, Esha Deol e Lara Dutta. Shahrukh Khan compare in un ruolo cameo durante il brano Kaal Dhamaal.

## Trama
Due cittadini britannici sono uccisi da una tigre feroce nell' "Orbit National Park" in India. Questo incidente segue diversi altri attacchi tigre, spingendo National Geographic a chiamare il corrispondente Krish Thapar per stabilire come mai tale tigre sia così feroce. Thapar giunge accompagnato dalla moglie Riya, ed inizia le ricerche; qualche giorno dopo un gruppo di giovani, composto da Dev Malhotra, Ishika, Sajid e Vishal, durante una battuta di caccia arriva anche nel Parco Nazionale di Orbit, nella speranza di catturare qualche preda.
Sia Thapar che i giovani si incontrano tra di loro nel parco, e cercano la guida di un locale chiamato Kaali, dopo che i ragazzi vengono miracolosamente salvati dall'attacco della tigre. Alcuni dei membri del gruppo però, dopo usciti dall'area faunistica, vengono misteriosamente uccisi. Kaali, la guida, dopo un incidente nel parco grazie al quale devono rimanere imprigionati temporaneamente nella zona rossa, racconta loro una recente storia di come la caccia stava distruggendo la giungla tanti anni fa. Una guida locale fu rimasta molto turbata da questo ed ha iniziato a vendicarsi portando i turisti fuori strada e far in modo che questi venissero uccisi dalle tigri, anche loro assetate di vendetta. Quando ciò è iniziato i turisti e i cittadini del villaggio interessato alle morti si ribellarono contro la guida e la diedero in pasto alle belve selvagge. Gli abitanti dei villaggi locali ora, dice Kaali, ritengono che il suo fantasma stia uccidendo tutti coloro che rompono le regole della giungla.
Finalmente il mistero è svelato, e dopo un sacrificio al fantasma tutti i prigionieri superstiti riescono ad uscire dal parco e a mettersi in salvo.